# وارواروفکا
وارواروفکا (به لاتین: Varvarovka) یک منطقهٔ مسکونی در روسیه است که در استان آمور واقع شده‌است.